# Великий Фонтан (Одеса)
Великий Фонтан — приморська курортна місцевість на півдні Одеси.

## Походження назви
На Одеському узбережжі з-під понтійських вапняків виходять сильно мінералізовані підґрунтові води, подекуди просто на пляжі, за відсутністю водогону такі джерела були важливою необхідною умовою для існування поселень у степу. У XVIII ст. облаштовані джерела питної води носили назву «фонтал», а пізніше «фонтан».

## Історія
У південній приморській частині Одеси були три великих джерела, навколо кожного з них у першій половині ХІХ століття утворені дачні селища, які дістали назви відповідно до назв джерел. Найбільш південне селище названо Великий фонтан, а мис біля нього — мис Великий Фонтан.
Перша відома згадка про джерело — 29.2.1804, коли згадується урочище Великий фонтал. У 1917 році джерело згадується під назвою Великий фонтан. Селища з часом вони розширювались і до кінця ХІХ століття практично злились одно з одним, таким чином селища не мають чітких меж. З кінця ХІХ століття північною межею Великого фонтану був район сучасної вулиці Гаршіна (13-а станція лінії «Великий Фонтан»), де селище межувало з місцевістю «Нова Швейцарія», а південна межа знаходиться у районі нижньої частини Довгої вулиці.
Селищем протікали три потоки, які утворили глибокі балку. Вони з'єднувались у районі 16-ї станції лінії «Великий Фонтан» де і впадали в море. Рапортом від 11.08.1832 пропонувалось спорудити над одній з балок міст для кращого сполучення до Успенського монастиря. 27.07.1836 кам'яний «Фонтальський міст» був побудований. 26.08.1852 сповіщалось, що міст лопнув у трьох місцях. Пізніше згадується дерев'яний міст через балку, який був розібраний у 1911 році і замінений кам'яним. Також у 1910-х роках було споруджено залізобетонний трамвайний міст, який складався з двох окремих частин. У другій половині ХХ ст. західна частина була замінена. Також 30.12.1958 існує гадка про заміну дерев'яних містків залізобетонними по вулиці Дача Ковалевського.
Центром селища був кінець сучасної Фонтанської дороги, саме у цьому місці було споруджено приватний театр Лігіної (1906) та міську амбулаторію (1913). У 1892 році на Великому фонтані ще не існувало облаштованих купалень, однак пологий нахил балки на 16-й станції дозволяв купання. Пляж у цьому місці вже наприкінці ХІХ століття мав назву «Золотий беріг». На пляжі Товариством рятування на водах була побудована рятівна станція «Генерал-ад'ютант Поссет».
У 1901 році на початку вулиці Дача Ковалевського був споруджений Костянтино-Єленінський храм. За радянських часів він був знищений, за часів Незалежності на огорожі дитячого санаторію була встановлена пам'ятна таблиця
З встановленням Радянської влади у селищі влаштовуються дачні кооперативи, відкриваються дитячі притулки та санаторії. У другій половині ХХ століття будується школа № 106, піонерські табори, санаторії, районна міська лікарня № 8 з поліклінікою, студентське містечко Гідрометеорологічного інституту.

## Транспортна інфраструктура
До селища можна було дістатися декількома шляхами, але основним був так званий Великофонтанський шлях або Шлях на Великий фонтан. Вперше він згадується у 1975 році, до того існував без назви. До складу шляху входили сучасні Водопровідна вулиця, Люстдорфська дорога та Довга вулиця. Дана дорога проходила по степу далеко від приморської зони.
Дачні ділянки однак були зосереджені на іншій дорозі, Центральній вулиці — продовженню шляху на Середній фонтан, який йшов уздовж приморської лінії і починаючи з селища Середній фонтан носив назву Центральна вулиця. Вона послідовно перетинала Середній фонтан, місцевість «Нова Швейцарія», а потім Великий фонтан, де і закінчувалася у Золотій балці. Ділянки, що виходили на цю вулицю, мали нумерацію по ній. 11.2.1936 року шлях на Середній фонтан та центральна вулиця були об'єднані у Велику Фонтанську дорогу, яка з 1995 року носить назву Фонтанська дорога.
У 1881 році була відкрита лінія «Великий фонтан» парового трамваю, яка проходила від Кулікова поля по шляху на Середній Фонтан і центральної вулиці до її кінця. На маршруті було 16 станції, з яких на Великому фонтані знаходилось п'ять станцій від 13-ї до 16-ї.
У червні 1907 року між Люстдорфом та Великим фонтаном була відкрита одноколійна лінія Люстдорфського трамваю. З 1910 року в Одесі почалася розбудова власної трамвайної мережі і частина лінії від кінця вулиці Дачі Ковалевського до 16-й станції у 2012 році була перетворена у міський маршрут № 19, а з 1914 року 19-й маршрут пролягав вже до самого Люстдорфу. З 1960 року маршрут закінчується близько 411 батареї.
У 1912 році паровий трамвай на лінії «Великий Фонтан» був замінений 18-м номером трамваю.
У 1915 році була відкрита лінія трамваю № 29 по дорозі на Великий Фонтан (нині Люстдорфська дорога), де по аналогією з лінією «Великий Фонтан» зупинки також були названі станціями, хоча для електричного трамваю таке вживання є архаїзмом.
Під час Жовтневої революції після спустошення запасу палива для електростанції і її зупинки маршрут парового трамваю знову був відновлений.
По Великому фонтану проходить один з варіантів маршрутів (вул. Львівська) маршрутного таксі № 185.

### Станції лінії «Великий Фонтан» на Великому фонтані
- 13 станція ВФ — пляж, огорожі садибної ділянки (поч. XX ст.)
- 14 станція ВФ — виходить на пер. Дачний з якого на Фонтанську дорогу повертаються трамвайні колії, міська лікарня № 8, санаторій «Соняшний», дача (XIX ст.), павільйон трамвайної зупинки (1910-ті роки).
- 15 станція ВФ — шпиталь інвалідів ВВВ, павільйон трамвайної зупинки (1910-ті роки)
- 16 станція ВФ — Центр Великого Фонтану, пляж «Золотий берег», амбулаторія Бродської (1913 р.), трамвайний місток (1910-ті роки), брама та огорожа дачної ділянки (1910-ті роки), санаторій ім. Горького з колишнім особняком Бродської (1906 р.), дачі (поч. XX ст.), кінцева зупинка 18 та 19 трамваїв.

## Культурна спадщина
Забудову великого кварталу становили прості одноповерхові будинки, лише деякі особняки мали достатньо значні розміри. З початком радянських часів попередня забудова декілька разів замінювалась і таким чином до нашого часу дійшли тільки поодинокі споруди, які у значній частині не занесені до переліку пам'яток культурного надбання. Пам'ятки у місцевому реєстрі не мають охоронних номерів.
Одна з найбільш значних будівель, літній театр з рестораном Лігіної (пізніше перебудований у кінотеатр «Золотий Берег») була знесена на початку ХХІ століття, навпроти неї на розі з Амбулаторним провулком знаходиться будинок Міської амбулаторії споруджений коштами М. А. Бродської.
Не занесені до переліку дачі на вул. Макаренка, 37, на Фонтанській дор., 157 у Дачному пров., 2 будинки притулків на вул. Макаренка і Львівській вулиці, павільйони трамвайної зупинки на 14-ї станції лінії «Великий Фонтан» і на початку вул. Дача Ковалевського, будинки і дачі на поч. вул. Дачі Ковалевського.

### Перелік пам'яток культурної спадщини[9]
- Визначне місце, на якому стояв будинок, у якому народилась Ахматова А. А. (Горенко) — поетеса (пам'ятний знак — скульптор Таїсія Судьїна), 1989 р., Фонтанська дорога ріг Кришталевого провулку
- Огорожа дач, кін. ХІХ ст., Фонтанська дорога, 92/94 (санаторій «Червоний Жовтень»)
- Огорожа дачі, поч. ХХ ст., Фонтанська дорога, 108
- Огорожа дачі, кін. ХІХ ст., Фонтанська дорога, 159
- Павільйон зупинки трамваю, арх. Мінкус А. Б., 1910 р., Фонтанська дорога (15 ст. В. Фонтану)
- Будівля корпусу санаторію ім. Горького, дача Бродського, кін. XIX ст., 1950-ті роки, Фонтанська дорога, 165
- Особняк, ІІ-а пол. ХІХ ст., вул. Золотий Берег, 1 (за деякими даними — амбулаторія М. А. Бродської[8])
- Особняк, кін. ХІХ ст., вул. Золотий Берег, 2
- Особняк, кін. ХІХ ст., вул. Золотий Берег, 4
- Пам'ятник Шевченку Т. Г. — українському поетові, 1955 р., Рибальська балка, 3 (у переліку — Фонтанська дор., 16 ст. В.Фонтану, санаторій МНС)
- Огорожа дачі поч. ХХ ст., вул. Дача Ковалевського, 2 (на території ДБК «Золотий Берег»)
- Міст по лінії трамваю № 19, арх. Безчастнов М. Ф., вул. Дача Ковалевського, 2
- Будинок — дача, кін. ХІХ ст., вул. Дача Ковалевського, 14 (павільйон рибрадгоспу ім. Шмідта)
- Будинок санаторної школи-інтернату, арх. Топуз Г. В., 1954 р., вул. Дача Ковалевського, 18

### Зняті з обліку пам'ятки[10]
- Будинок, у якому жив підпільник, командир партизанського загону періоду іноземної інтервенції, ветеран громадянської і Великої Вітчизняної війни М. І. Панченко, вул. Панченка, 8. Знято з переліку у 2008 році. Станом на 2016 рік від будинку залишився лише фрагмент стіни з закладеними вікнами.
- Спальний корпус піонертабору «Червоні Зорі», 1950-і рр., Фонтанська дор., 145. Знято з переліку у 2008 році. Зруйнований, земля розпродана під приватну забудову.
- Корпус № 2 військового санаторію, 1950-ті, Фонтанська дор., 149. Знято з переліку у 2008 році. Зруйнований, земля розпродана під приватну забудову.
- Павільйон зупинки трамваю, Фонтанська дор., 16 станція. Знято з переліку у 2008 році. Зруйнований, земля віддана під багатоповерхову забудову.
- Портпункт, 1950-ті роки, 16 ст. В. Фонтану (біля причалу). Знято з переліку у 2008 році. Зруйнований.

## Зелені простори
Уздовж Великого Фонтану розташовані парки та сквери.
- парк Стамбульський
- сквер Героїв-льотчиків
- сквер Героїчної оборони Одеси
- сквер імені Героїв-інтернаціоналістів
- сквер Космонавтів та деякі інші.

## Великий Фонтан у літературних творах
За Малим та Середнім Фонтаном понад Чорним морем на південь тягнеться передмістя Одеса, Великий Фонтан.

В цьому місці берег моря йде крутими, високими кручами. Скелі, розкидані купами понад берегом під кручами, далеко розсипаються в морі. Над високою стрімкою кручею стоїть висока башта морської ліхтарні. Недалеко од неї біліє монастир; коло монастиря зеленіє вигін, суспіль засаджений обрідно акаціями, неначе здоровий парк. Проти монастиря стоїть монастирська гостиниця, а од неї в вузьку долинку йде вуличка, обставлена невеличкими домками, невеличкими крамницями, котрі неначе виглядають з зелених абрикосових садків.

На Великий Фонтан ходять од Одеса поїзди вузенької залізної дороги, що в'ється поміж віллами, хуторами та садками до самого монастиря.